# Helloween (мини-альбом)
Helloween — дебютный студийный мини-альбом немецкой метал-группы Helloween, вышедший 29 апреля 1985 года.
Первый музыкальный альбом команды, состоящий из пяти композиций, один из первых в стиле спид-пауэр метал, сочетающий в себе все элементы стиля.
Диск записан в январе-феврале 1985 года в студии Musiclab Studio, Берлин, Германия, выпущен независимым лейблом Noise Records, который в свою очередь помог многим начинающим хэви-метал музыкантам заявить о себе. Продюсировали альбом сами музыканты.
Звукорежиссёром выступил Харрис Джонс, а дизайн обложки разработал Уве Каржевски.

## Список композиций
- «Starlight» (Михаэль Вайкат/Кай Хансен) — 5:17
- «Murderer» (Кай Хансен) — 4:26
- «Warrior» (Кай Хансен) — 4:00
- «Victim of Fate» (Кай Хансен) — 6:37
- «Cry for Freedom» (Михаэль Вайкат/Кай Хансен) — 6:02

## В записи участвовали
- Кай Хансен — вокал, гитара
- Михаэль Вайкат — гитара
- Маркус Гросскопф — бас-гитара
- Инго Швихтенберг — ударные